# يوكيو أوشيما
يوكيو أوشيما (باليابانية: 青島 幸男) (17 يوليو 1932، طوكيو في اليابان - 20 ديسمبر 2006، طوكيو في اليابان)؛ مؤلِّف وشاعر غنائي، كاتب سيناريو، سياسي، مخرج أفلام، ممثل، تارينتو وروائي ياباني. درس في جامعة واسيدا.

## روابط خارجية
- يوكيو أوشيما على موقع IMDb (الإنجليزية)
- يوكيو أوشيما على موقع ميوزك برينز (الإنجليزية)
- يوكيو أوشيما على موقع قاعدة بيانات الفيلم (الإنجليزية)